# The Banker (película de 2015)
The Banker es una película dramática nigeriana de 2015, producida por Emem Isong  y dirigida por Ikechukwu Onyeka. Está protagonizada por Mbong Amata, Maureen Okpoko, Belinda Effah y Seun Akindele. Se estrenó en Civic Center, Lagos el 16 de mayo de 2015.
La historia se centra en cómo un grupo de empleadas bancarias utilizan su sexualidad para obtener beneficios de posibles clientes. También analiza las circunstancias y el dolor emocional que atraviesan para cumplir con el objetivo corporativo, al tiempo que aborda la comprensión estereotipada de los suegros.

## Sinopsis
Chinwe (Mbong Amata) es una banquera presionada profesionalmente para utilizar cualquier medio posible por garantizar que los clientes ricos abran cuentas monetarias, independientemente de lo que soliciten para hacerlo. El padre de su prometido opina que todas las empleadas de bancos son promiscuas y por eso se reniega de su posible matrimonio con su hijo. Entonces planea enviar a varios de sus amigos adinerados como posibles clientes para tratar de atraerla a tener una relación sexual con ellos, para comprobar la fidelidad de su futura nuera.

## Elenco
- Mbong Amata como Chinwe
- Ifeanyi Kalu como Kunle jnr
- Maureen Okpoko como Vivian
- Seun Akindele como David
- Belinda Effah como Daisy Aburi

## Recepción
A pesar de tener una puntuación de 2.5 en Nollywood Reinvented, fue muy criticada por carecer de "originalidad" y ser "muy predecible". La película también se describió como poco realista en algunos casos, sin embargo, el sitio señaló que la introducción de Seun Akindele en la última parte de la película le dio algo de vida.
En talkafricanmovies, un sitio de reseñas que "recomienda" o "rechaza" películas; The Banker fue "recomendada", y el escritor elogió su enfoque "directo al grano". Sin embargo, sintió que la dirección del guion no estaba completamente en sintonía con la realidad. También postuló que la historia debería haber sido más diversa, al tiempo que elogiaba la interpretación de Seun Akindele.